# Grand-verdier de Socotra
Rhynchostruthus socotranus
Espèce
Statut de conservation UICN

 LC  : Préoccupation mineure
Le Grand-verdier de Socotra (Rhynchostruthus socotranus) est une espèce de passereaux de la famille des fringillidés.

## Description
Le mâle présente une tête et des ailes à rémiges secondaires jaunes. 
La femelle est légèrement plus pâle.
Les juvéniles ont une livrée olivâtre et striée.
Il existe un léger dimorphisme sexuel, la femelle étant légèrement plus pâle mais le jeune est distinctement strié.

## Écologie et comportement

### Alimentation
L’oiseau saisit une baie dans son bec, parfois en se contorsionnant et en se positionnant, parfois, la tête en bas. Il la mâchonne et la presse puis il agite vigoureusement la tête pour en extraire la pulpe et l’avale. Des fleurs de l’arbre Carphalea obovata (rubiacée) sont également consommées.

### Mœurs
Gedeon & Neumann (2004) ont mené des études de terrain à Socotra, de janvier à mars 2001. Ils ont trouvé l’espèce commune dans de nombreux secteurs de l’île mais plus particulièrement dans les montagnes du Haggier. Le 24 février, ils ont observé un groupe comprenant sept spécimens adultes, trois en plumage juvénile et trois autres en plumage intermédiaire. Les trois juvéniles, au plumage strié, étaient encore nourris par les adultes au sein du groupe et il semble bien que d’autres adultes que leurs parents présumés participaient au nourrissage de ces jeunes. Les relations sociales au sein du groupe semblaient très marquées avec des couples comprenant un adulte et un subadulte, des parades de nourrissage et des associations mixtes comportant des sujets d’âges différents. Des groupes ont été observés aux points d’eau et d’autres occasionnellement associés à des moineaux de Socotra (Passer insularis).

## Habitat et répartition
L'aire de répartition du Grand-verdier de Socotra est limitée à l'île de Socotra.
Selon Porter et al. (1996)[réf. incomplète], il est associé aux zones boisées à communautés végétales sèches et décidues de Commiphora – Anogeissus et d’Euphorbia – Acacia à moyenne altitude (1 200 m) et jusqu’à 3 100 m dans les formations de Juniperus.

## Taxonomie
Sinclair & Ryan (2003) ont proposé de considérer louisae et socotranus comme deux espèces distinctes, percivali sortant du champ de leur livre. Fry & Keith (2004) ont suggéré de reconnaître deux espèces : louisae sur le continent africain et socotranus (y compris percivali) en Arabie et Socotra. Kirwan et Grieve (2007), en utilisant les données de la morphologie et des mensurations proposent de distinguer « trois allo-espèces, peut-être même trois espèces à part entière ».
Suivant les travaux de Kirwan et Grieve (2007), le Congrès ornithologique international élève les sous-espèces louisae et percivali au rang d'espèce à part entière, respectivement le Grand-verdier de Somalie (R. louisae) et Grand-verdier d'Arabie (R. percivali). Quand ces trois taxons étaient réunis dans la même espèce, celle-ci était connue sous le nom normalisé CINFO de Grand-verdier à ailes d'or.

## Phylogénie
Meinertzhagen (1954), en raison de son gros-bec et du dessin du plumage, pensait que le genre Rhynchostruthus était plus proche des fringilles himalayens qu’africains ou même européens tout en admettant la possibilité d’une parenté avec Carduelis. Ripley & Bond (1966) soutenaient la thèse d’une affinité himalayenne. Lees-Smith (1986), par l’étude de la morphologie et de la coloration du plumage, pensait qu’il avait évolué à partir du même stock que les carduélinés mais sans ressemblance avec un quelconque fringille africain. Martins (1987) constatait aussi chez le Grand-verdier d'Arabie une ressemblance avec certaines vocalisations de type Verdier d'Europe, Chardonneret élégant ou Linotte du Yémen. Selon Clement et al. (1993), il s’agit d’une espèce relique descendant des fringilles à gros-bec de l’est-asiatique mais Groth (1998), par ses analyses génétiques, a établi que Rhynchostruthus occupe un clade incluant des Serinus, certains Carduelis, les Loxia et Rhodospiza obsoleta. Fry & Keith (2004) considèrent Rhynchostruthus comme proche de Carduelis en raison de similarités morphologiques au point de l’inclure même dans le genre Carduelis.

## Menaces et protection
L’espèce présente une répartition très limitée et fait l’objet d’une surveillance depuis longtemps comme le suggérait déjà son classement dans le Red Data Book de l’ICBP/IUCN publié en 1985 mais elle est considérée comme « non menacée » par BirdLife International (2010) avec une distribution inférieure à 20 000 km². La plus forte densité connue se trouve à Wadi Ayhaft, Socotra (Kirwan et al. 1996).
L’île de Socotra, avec une population de plus de 6000 individus, abrite probablement la plus grande concentration de grands-verdiers à ailes dorées et ce n’est pas un hasard si son habitat est encore préservé (Simon Aspinall in Porter 2003). Un aspect essentiel de l’action de BirdLife sur Socotra est de sensibiliser les enfants à la conservation de la biodiversité. Sur le terrain et notamment dans les écoles, Ahmed Said du Socotra Biodiversity Programme explique aux enfants l’intérêt de la protection de l’avifaune et de la flore en s’appuyant sur le livre The Birds and Plants of Socotra (coécrit par BirdLife).